# Gennadiusz II Scholar
Gennadiusz II Scholar właściwie Jerzy Kurteses Scholarios lub Jerzy Scholariusz, gr.: Γεννάδιος Β ', Gennadios II (ur. 1405, zm. po 1472) – patriarcha Konstantynopola w latach 1453–1456, 1458, 1462–1463, 1464. Teolog bizantyński, zwolennik a następnie przeciwnik unii florenckiej.

## Życiorys
Jerzy Kurteses Scholarios urodził się w 1405 r. Studiował filozofię i teologię u Marka Eugenika i Jerzego Gemista-Pletona w Mistrze. W Konstantynopolu otworzył własną szkołę filozoficzno-gramatyczną zarówno dla Greków jak i Łacinników. Wykładał również filozofię na uniwersytecie. Był świeckim kaznodzieją dworu cesarskiego i doradcą cesarza Jana VIII Paleologa w sprawach teologii. Towarzyszył cesarzowi na sobór do Florencji, gdzie wygłosił trzy mowy o zjednoczeniu obydwu Kościołów (PG 160, 385–523). Wypowiadając się za Filioque popadł w konflikt ze swym nauczycielem Markiem Eugenikiem. Po r. 1443 zmienił stanowisko i stał się przeciwnikiem jedności Kościołów greckiego i rzymskiego, a po śmierci Marka Eugenika w 1447 r. został przywódcą stronnictwa przeciwnego unii. W 1445 r. odbył w Konstantynopolu dysputę z legatem papieskim. Skonfliktowany z cesarzami Janem VIII i Konstantynem XI w 1450 r. wstąpił do klasztoru Charsianeitos i przyjął imię Gennadiusz. Od lat 50. najczęściej przebywał w klasztorze św. Jana Chrzciciela koło Seres, gdzie w 1452 r. wydał encyklikę przeciw odnowieniu unii florenckiej. Po upadku Konstantynopola w 1453 r. znalazł się w więzieniu.
Z woli sułtana Mehmeda II został w 1453 r. wybrany patriarchą Konstantynopola. Człowiek, który publicznie i bezkompromisowo wypowiedział się przeciw unii florenckiej dawał sułtanowi rękojmię, że nie wplącze państwa tureckiego w konflikt z państwami zachodnimi poprzez próby nawiązania kontaktów z papiestwem. Z powodu intryg Gennadiusz kilkakrotnie rezygnował z urzędu. Lata jego urzędowania są przedmiotem sporów uczonych i mieszczą się zasadniczo pomiędzy 1453 a 1465 rokiem. Za początek jego pierwszego patriarchatu przyjmuje się rok 1453 lub 1454. Według raczej zgodnej opinii badaczy trwał on do 1456 r. Drugi patriarchat Gennadiusza J. Bonarek umieszcza w 1458 r. Kolejny jest lokowany w 1462 r., w latach 1462–1463 lub w 1463 r.. Ostatni przypada na rok 1464 lub na lata 1464–1465. B. Modzelewska przesuwa jego koniec aż na rok 1472.
Jako patriarcha Gennadiusz dbał o więź Patriarchatu Konstantynopola z Kościołami prawosławnymi w Bułgarii i Serbii, gdzie władze tureckie zniosły patriarchaty. Przeniósł stolicę patriarchatu z kościoła Świętych Apostołów do kościoła Matki Boskiej Pammakaristos w dzielnicy Fanar. Zmarł i został pochowany w klasztorze św. Jana Chrzciciela koło miasta Seres zapewne po 1472 r.

## Pisma

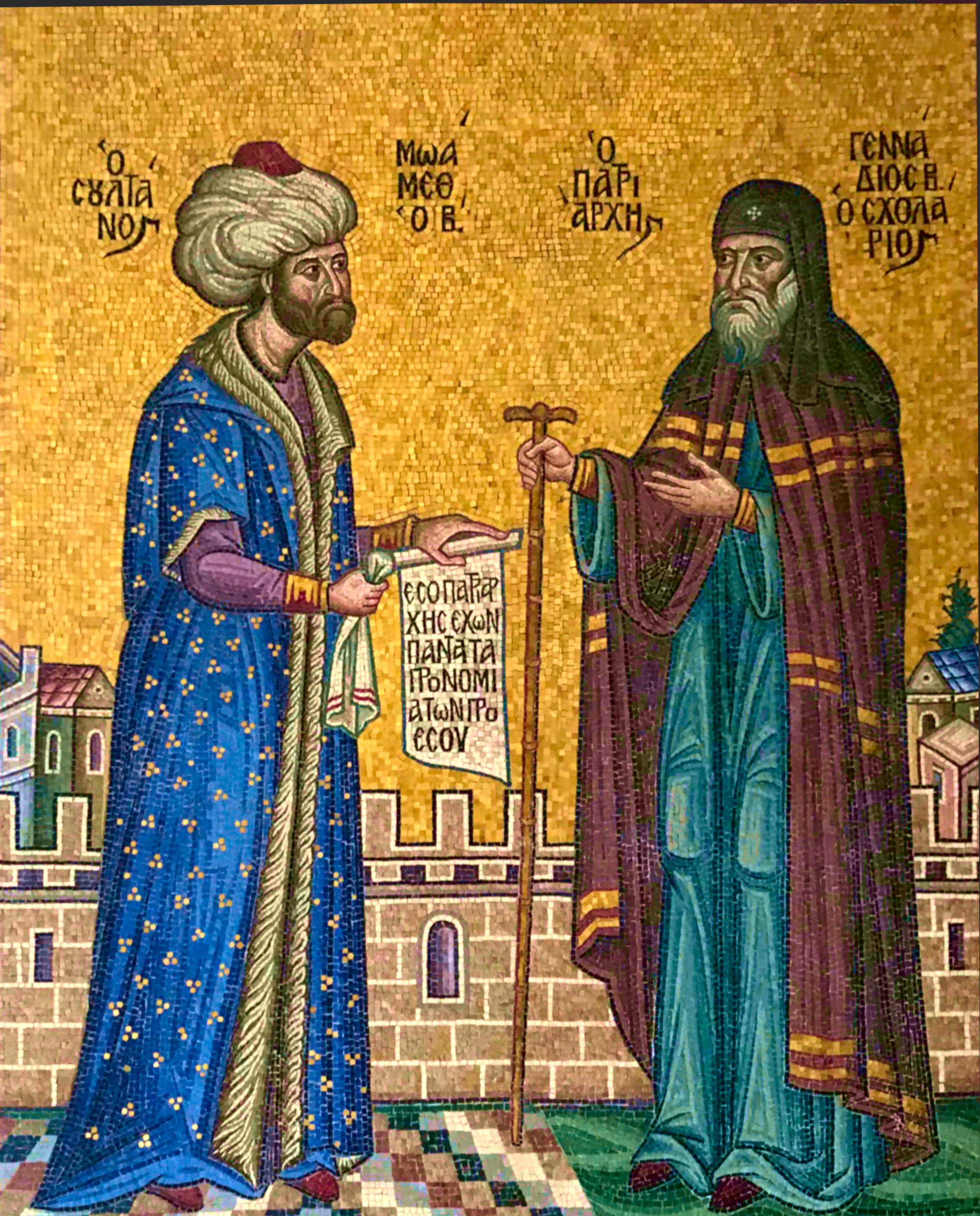
Gennadios II i Mehmed II

Scholar napisał 8 mów w obronie unii florenckiej, w których dowodził konieczności unii na podstawie pism Ojców Kościoła, a przeszkody na drodze do zjednoczenia tłumaczył względami ludzkimi. Po 1443 pisał rozprawy i pamflety przeciw jakiemukolwiek związkowi obydwu Kościołów, podkreślając, że tylko zachowanie nieskażonej doktryny, a nie pomoc z Zachodu, może ocalić Bizancjum.
Napisał dzieło o Pochodzeniu Ducha Świętego, które poświęcił Wielkiemu Komnenowi, Janowi z Trapezuntu. Złożone z 2 ksiąg, zawiera ono, dołączone później, wyznanie wiary autora, przeznaczone dla sułtana Mehmeda II, które weszło w skład symboli Kościoła prawosławnego. W dialogu zatytułowanym Neophron e Aeromythia zwalczał łacińskie wyznanie wiary, a także łacińskie obyczaje i obrządki. Napisał szereg pism apologetycznych adresowanych do Demetriusza Paleologa (1460 r.), wśród nich traktat przeciw Bessarionowi. Próbował pogodzić palamizm ze scholastyką zacierając różnicę pomiędzy istotą a działaniem, zwalczał natomiast doktrynę Grzegorza Palamasa o Boskiej energii. W dialogu z 1464 r. przeciwstawiał się judaizmowi. Cenne są też jego 2 jego pisma porównujące zasady wiary chrześcijańskiej z islamem. Spierał się z Jerzym Gemistem-Pletonem o miejsce arystotelizmu w filozofii chrześcijańskiej. Zarzucał Pletonowi ateizm.
W Rozwiązaniach (Lýsejs) zawarł interpretację trudnych miejsc w Biblii, natomiast 11 krótkich traktatów poświęcił wybranym kwestiom dogmatycznym oraz teologii tomistycznej. W Odpowiedziach (Apokrisejs) pochylił się nad bóstwem Chrystusa.
Przekładał na język grecki pisma teologów zachodnich między innymi Tomasza z Akwinu (Summę contra gentiles, De ente et essentia i mniejsze rozprawy), Gilberta de la Porrée, Piotra Hiszpana, przyczyniając się do recepcji zachodniej myśli teologicznej i filozoficznej w Bizancjum. Teologowie bizantyńscy zarzucali mu uleganie tendencjom latynizującym, między innymi przyjmowania istnienia czyśćca jako miejsca oczyszczenia po śmierci.
Pozostawił też szereg pism drobnych: 17 kazań na dni powszednie i święta liturgiczne, mowę żałobną ku czci Marka Eugenika, list do cesarza Konstantyna XI o symonii, zarys Nauki o wierze i Opatrzności (Perí théjas pronójas kaj proorismú) przeznaczony dla mnicha Józefa, listy pasterskie o sakramentach adresowane do biskupów, Rozdziały (Kephálaja) na tematy moralno-ascetyczne, poza tym modlitwy prozą i wierszem.